# 恥骨
人類的恥骨（英文：Pubic；拉丁文：Os pubis）构成骨盆前下部，耻骨上、下支相互移行处内侧有耻骨联合面，两侧耻骨联合面借软骨相接，构成耻骨联合。耻骨与坐骨共同围成闭孔。

## 肌肉
恥骨肌屬於大腿內側肌肉群。

## 外部連結
- 解剖學（Anatomy）-骨頭-pubis（恥骨） （页面存档备份，存于）
- 人体解剖学在线（Human Anatomy Online）网站上的相关图片：44:st-0713 - "The Male Pelvis: Hip Bone"

本條目包含來自屬於公共領域版本的《格雷氏解剖學》之內容，而其中有些資訊可能已經過時。